# Ravinia ollantaytambensis
Ravinia ollantaytambensis är en tvåvingeart som först beskrevs av Hall 1928.  Ravinia ollantaytambensis ingår i släktet Ravinia och familjen köttflugor.
Artens utbredningsområde är Peru. Inga underarter finns listade i Catalogue of Life.